# Tankisinuwari
Tankisinuwari – gaun wikas samiti we wschodniej części Nepalu w strefie Kośi w dystrykcie Morang. Według nepalskiego spisu powszechnego z 2001 roku liczył on 3514 gospodarstw domowych i 16481 mieszkańców (7729 kobiet i 8752 mężczyzn).